# アジュメール
アジュメール（ヒンディー語：अजमेर, ウルドゥー語：اجمیر, 英語：Ajmer）は、インドのラージャスターン州、アジュメール県に属する都市。人口約50万人（2001年）。アジメール、アジミール（Ajmir）とも呼ばれる。
中世のスーフィー聖者フワージャ・ムイーヌッディーン・チシュティーを祀るダルガー（درگاہ：イスラーム聖者廟）の門前町として有名である。参拝客はムスリムに限らず、ヒンドゥーなど多くの人々が聖者の霊験にあずかろうとここに足を運ぶ。また、町にはアクバル大帝の離宮も存在する。

## 歴史

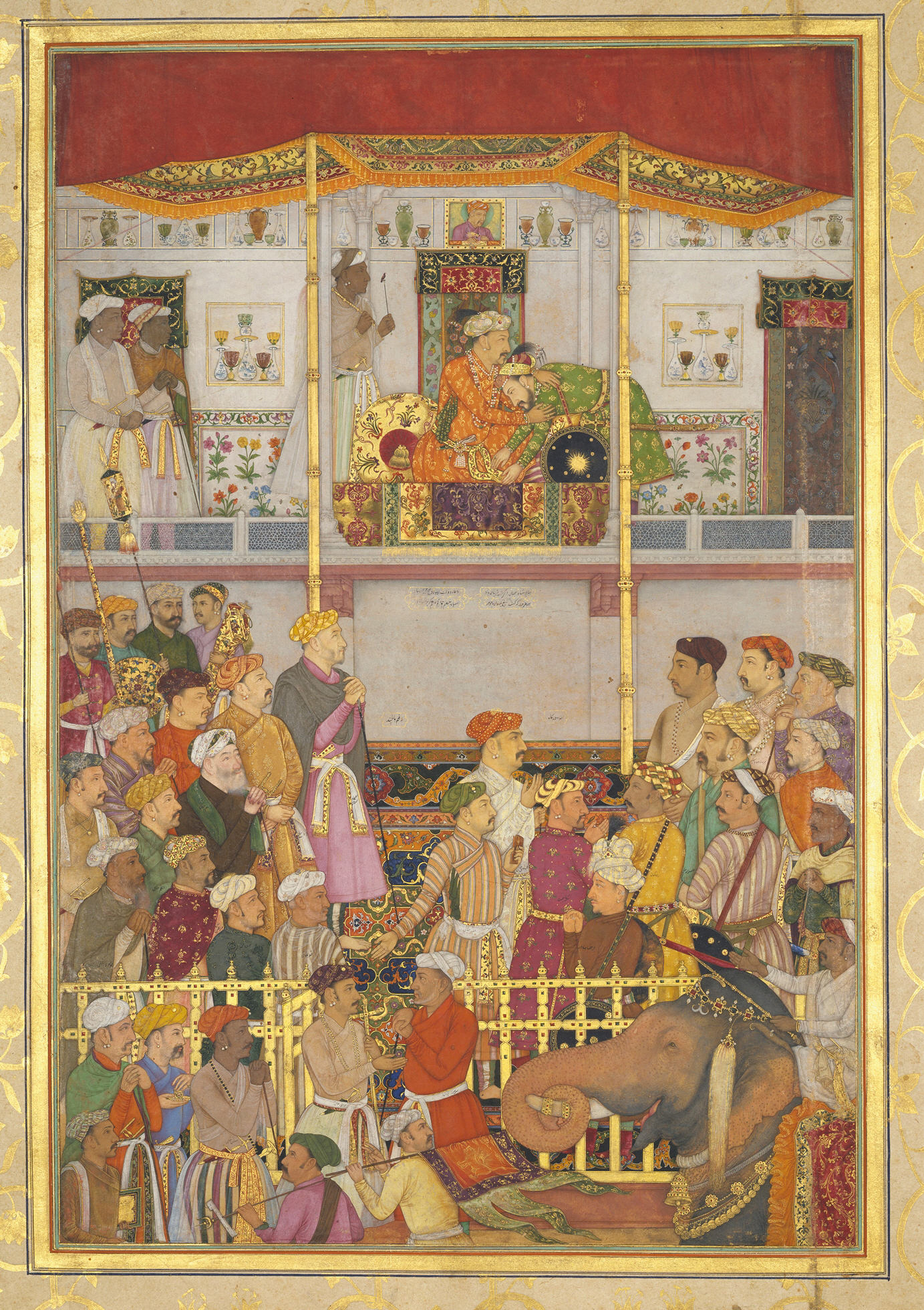
ジャハーンギールとフッラム（メーワール王国からの遠征の帰途にて）

1193年、ゴール朝のムハンマド・ゴーリーに征服される。
1365年、アジュメールはラージプートのメーワール王国領となる。
1509年、メーワール王国とマールワール王国との間でアジュメールをめぐり紛争が発生する。
1553年、スール朝の武将ヘームーが占領し、その死後、1559年にムガル帝国のアクバルが占領。帝国領ラージャスターンの中心地となり、ラージープート諸国支配の中心地となった。また、アクバルはこの地に赴く際、ファテープル・シークリーで聖者サリーム・チシュティーと面会し、男子を授かることを予言されたことは有名である。
18世紀前半、ムガル帝国とラージプートとの間で争奪が繰り返されたのち、マラーター勢力の支配に置かれる。
1818年、アジュメールはシンディア家からイギリスに5万ルピーで売却され、イギリスはここを中心にラージプート諸藩王国を支配した。

## 地理
ジャイプルの西、ジョードプルの東に位置する。ニューデリーからムンバイへ続くNH8号線が通っている。

## 気候
| Ajmerの気候            | Ajmerの気候 | Ajmerの気候 | Ajmerの気候 | Ajmerの気候 | Ajmerの気候  | Ajmerの気候  | Ajmerの気候   | Ajmerの気候   | Ajmerの気候  | Ajmerの気候  | Ajmerの気候 | Ajmerの気候 | Ajmerの気候   |
| 月                     | 1月         | 2月         | 3月         | 4月         | 5月          | 6月          | 7月           | 8月           | 9月          | 10月         | 11月        | 12月        | 年            |
| ---------------------- | ----------- | ----------- | ----------- | ----------- | ------------ | ------------ | ------------- | ------------- | ------------ | ------------ | ----------- | ----------- | ------------- |
| 平均最高気温 °C （°F） | 22.9 (73.2) | 25.7 (78.3) | 31.3 (88.3) | 36.5 (97.7) | 39.7 (103.5) | 38.4 (101.1) | 33.6 (92.5)   | 31.3 (88.3)   | 32.6 (90.7)  | 33.5 (92.3)  | 29.2 (84.6) | 24.7 (76.5) | 31.62 (88.92) |
| 平均最低気温 °C （°F） | 7.6 (45.7)  | 10.5 (50.9) | 16.0 (60.8) | 22.2 (72)   | 26.8 (80.2)  | 27.5 (81.5)  | 25.6 (78.1)   | 24.4 (75.9)   | 23.7 (74.7)  | 18.8 (65.8)  | 12.3 (54.1) | 8.4 (47.1)  | 18.65 (65.57) |
| 雨量 mm （inch）       | 7.3 (0.287) | 6.0 (0.236) | 5.0 (0.197) | 4.0 (0.157) | 15.7 (0.618) | 58.1 (2.287) | 181.5 (7.146) | 157.5 (6.201) | 73.0 (2.874) | 13.1 (0.516) | 4.0 (0.157) | 3.8 (0.15)  | 529 (20.826)  |
| 出典：IMD              |             |             |             |             |              |              |               |               |              |              |             |             |               |

## 交通
- 鉄道

アジュメール駅